# Wohn- und Atelierhaus Ludwig

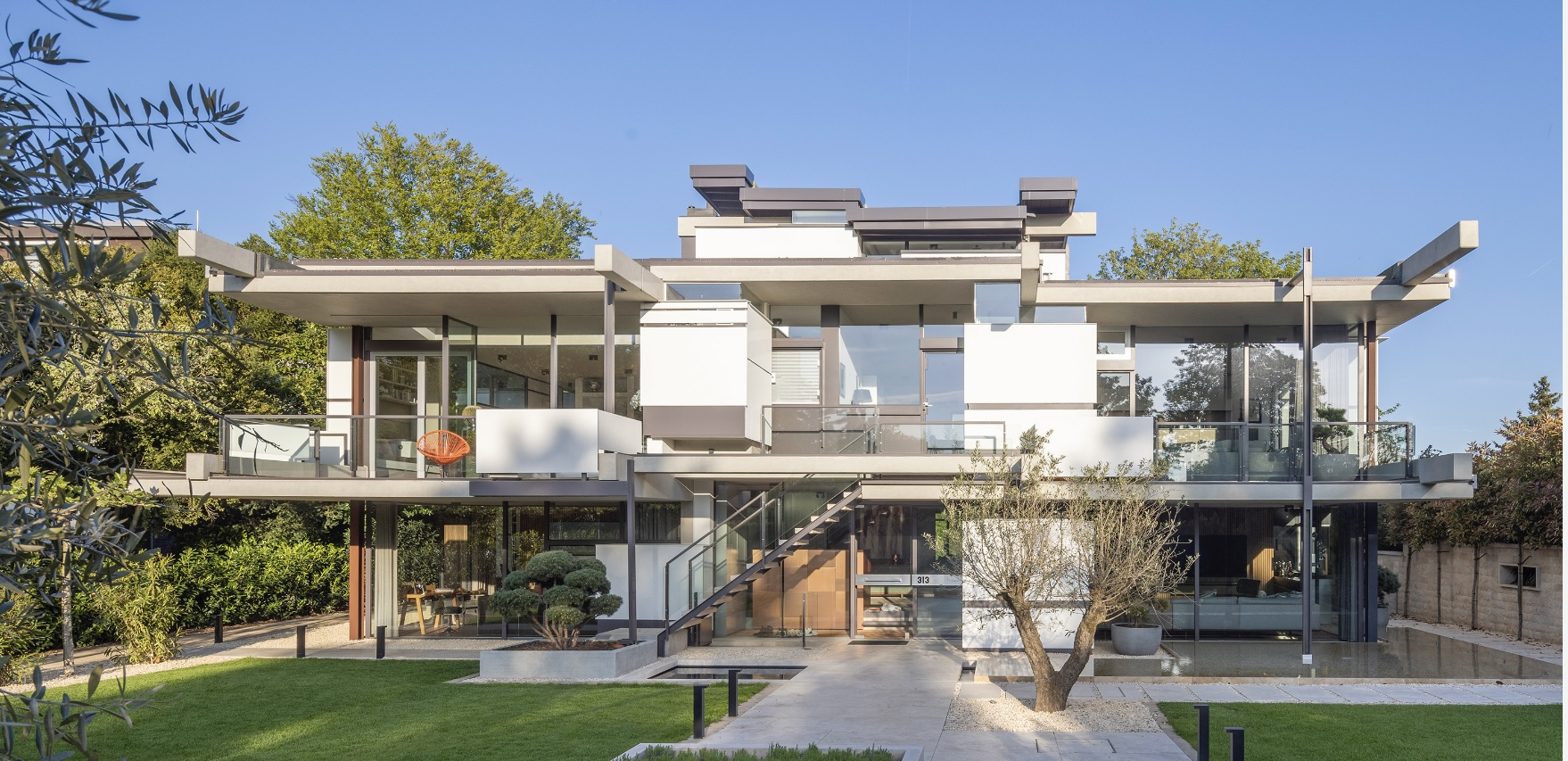
Wohn- und Atelierhaus Ludwig

Das Wohn- und Atelierhaus Ludwig an der Bergischen Landstraße 313 in Düsseldorf-Ludenberg wurde 1967/1969 nach Plänen von Eberhard Ludwig erbaut.

## Beschreibung
Das Gebäude weist mit den geometrisch-abstrakten und funktionellen Formen seiner Fassade ein „Spiel von offenen und geschlossenen Flächen, das an die Architektur der De-Stijl-Bewegung erinnert“, auf.
Es ist ein freistehendes Dreifamilienhaus mit Architekturbüro. Cortenstahlstützen und Stahlbetonbalken in einem Rasterabstand von 6 × 6 Metern bilden die Konstruktion des Hauses. Diese tragen allseitig auskragende Sichtbetonplatten. Die aus Stützen, Balken und Platten bestehende Konstruktion ist sichtbar und bildet ein „konstitutives Element der Fassade“. Außerhalb der Glasfassade wurden kubenartig ausgreifende Betonfertigteile eingehängt, die präfabrizierte Sanitärzellen oder Nassräume enthalten und zusätzlichen Nutzraum bieten. Im Sockelgeschoss befindet sich ein Schwimmbad, das zur Landschaft hin offen ist.